# 邁勒布
36°38′23″N 5°21′39″E / 36.63972°N 5.36083°E

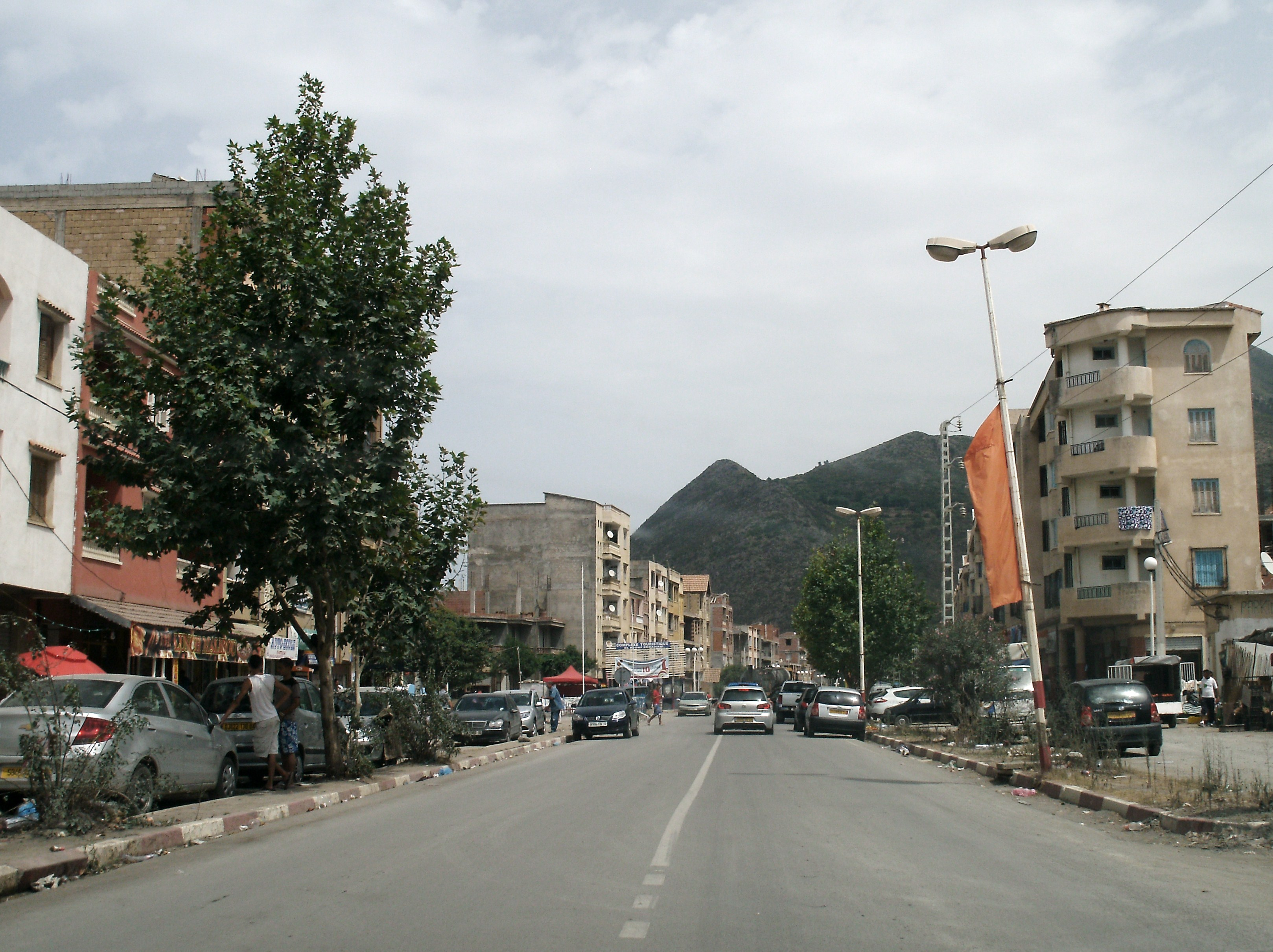

邁勒布（阿拉伯语：‎），是阿爾及利亞的城鎮，位於該國北部貝賈亞省，由蘇格塞寧區負責管轄，面積47平方公里，2008年人口11,396，人口密度每平方公里240人。